# Burka

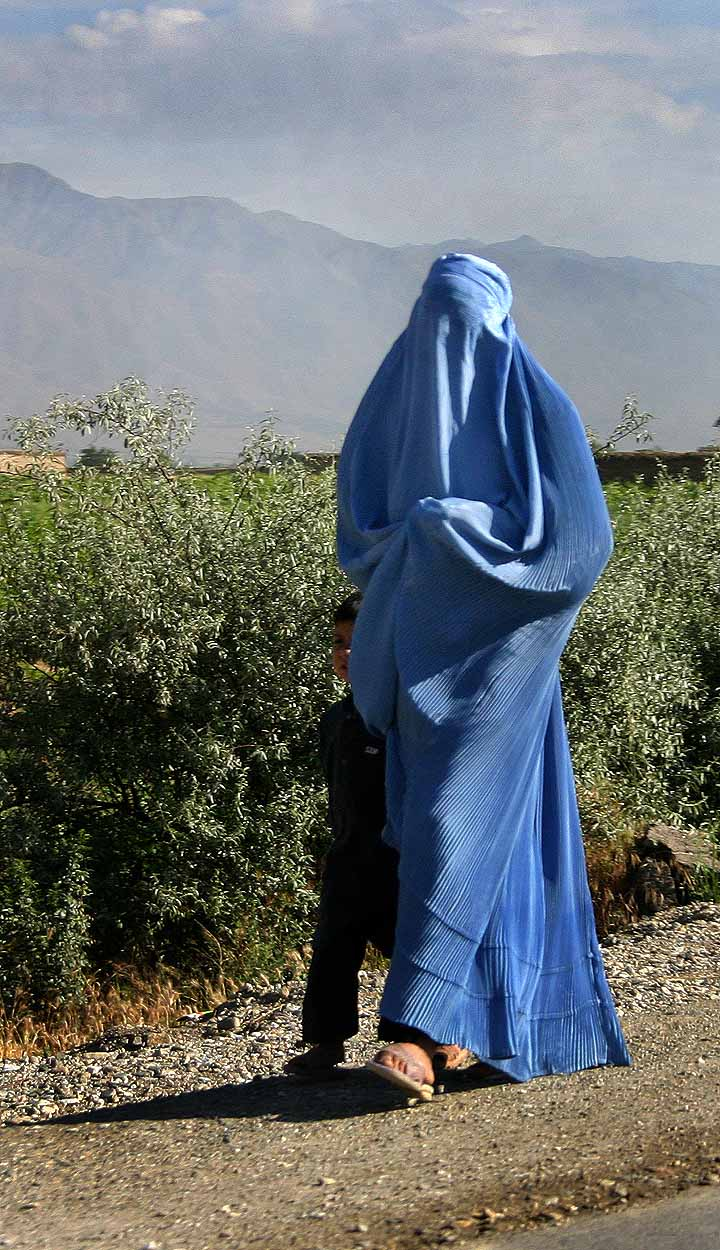
Nő afgán burkában

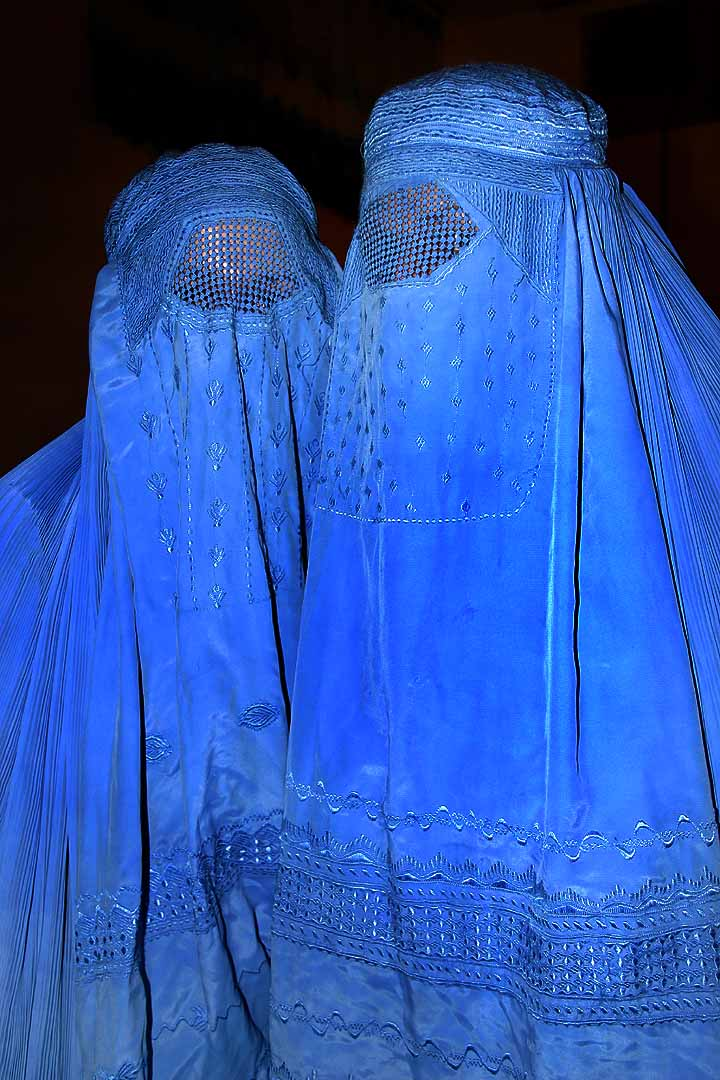
Nők burkában

A burka (arabul برقع / burquˤ / magyarosan burku) egy egész testet elfedő muszlim női külső viselet, amelyet a legtöbb afganisztáni nő hord, de láthatjuk ezt a ruhát máshol is az iszlám világban, így például a pakisztáni vagy az észak-indiai nőkön is. Általában a hétköznapi ruhák fölött viselik (ez lehet egy hosszú szoknya, szalvárkamíz), és miután a nők hazaérnek otthonukba, leveszik.

## Viselése
Mielőtt a tálibok hatalomra kerültek volna Afganisztánban, a burka viselése nem volt túl elterjedt a városokban, de uralmuk alatt a nők kötelesek voltak ezt a ruhadarabot viselni, valahányszor nyilvánosan mutatkoztak. A jelenlegi afgán rezsim alatt nem muszáj burkát hordani, ám a helyi hadvezérek általában megkövetelik ezt a ruhaneműt mindenhol Kabulon kívül. A mostani bizonytalan körülmények miatt azok a nők, akik egyébként nem viselnék a burkát, most a személyes biztonságuk miatt gyakran mégis viselik.
Sok muszlim hiszi, hogy a Korán és az összegyűjtött hagyományok (hadísz) elvárják a szerény viselkedést és öltözködést nyilvánosság előtt, bár ezt az elvárást, sokféle módon magyarázzák a muzulmán tudósok (ulema) és muszlim közösségek.

## Jellemzése
A teljes afgán burka betakarja a viselője egész arcát, még a szemek környékét is, amelyet egyfajta háló fed, hogy viselője kilásson a ruhából. A pakisztáni és indiai burkák viszont szabadon hagyhatják a szemeket vagy akár az egész arcot is. Általában könnyű anyagokból készítik: a legkedveltebb a kék színű. Megvarrásához több méternyi ruhaanyag szükséges. A kalaprészét díszítheti hímzés.

## A burka tilalma Európában

A burka tilalma Európában (2025)

A burka feltűnő jele az iszlám jelenlétének Európában, habár kevés nő viseli. Különféle okok miatt (iskolai testnevelés, személyazonosság megállapítása) több helyen vitatott politikai üggyé vált, és néhány értelmiségi és politikus javasolta hordásának betiltását. Elsőként a holland kormány vette tervbe az egész arcot elfedő muszlim ruházat betiltását, s ez nem csak az afgán típusú burkára érvényes. A 2006 novemberében zajló országos képviselőválasztásokon a Párt a Szabadságért (Partij voor de Vrijheid) kilenc helyet nyert a parlamentben, így tervbe vették a burka betiltását. Válaszképpen muszlim nők egy csoportja a burka viseléséért szervezett tüntetést a frissen választott holland parlament előtt, Hágában.